# Megalopus vittaticollis
Megalopus vittaticollis is een keversoort uit de familie halstandhaantjes (Megalopodidae). De wetenschappelijke naam van de soort werd in 1876 gepubliceerd door Joseph Sugar Baly.